# ( )
( ) – trzeci album wydany przez islandzką grupę Sigur Rós. Płyta została wydana w roku 2002 (zob. 2002 w muzyce). Nie ma on oficjalnego tytułu i zawiera osiem oficjalnie niezatytułowanych utworów. Płyta podzielona jest na dwie części – pierwsze cztery utwory są bardziej lekkie i optymistyczne, zaś ostatnie cztery raczej melancholijne. Dwie połowy albumu oddzielone są trzydziestosześciosekundową przerwą.
Wszystkie utwory zostały stworzone podczas trasy koncertowej Ágætis byrjun i były grane na żywo zanim pojawiły się na płycie. Podczas jednej z przerw w trasie zespół nagrał płytę w swoim studiu. Da się zauważyć pewne różnice między oryginalnymi wersjami a tymi ze studia.
Teksty piosenek są śpiewane w wymyślonym przez zespół języku zwanym Vonlenska (isl. język nadziei). Nie jest to prawdziwy język, jako że brak w nim gramatyki, aczkolwiek sylaby są tak zestawione, że brzmią jak prawdziwe wyrazy. Wiele powtarzających się "fraz" brzmi do złudzenia jak frazy w języku angielskim, np. "you sold", "you sigh so long", "you sat alone". Nie jest do końca jasne, czy efekt jest celowy. Do płyty CD dołączona była książeczka zawierająca dwanaście czystych stron, a słuchacze zachęcani byli do wymyślania własnych znaczeń do słów.
Pierwszy utwór z albumu został wydany jako singel oraz zilustrowany teledyskiem w reżyserii włosko-kanadyjskiej realizatorki Florii Sigismondi. Klip został wydany w lutym 2003 r. i przedstawia dzieci bawiące się podczas zimy nuklearnej pod ochroną groźnie wyglądających masek przeciwgazowych. MTV ogłosiła klip najlepszym teledyskiem 2003 r. podczas ceremonii Europejskich Nagród Muzycznych.
Ostatni utwór jest piosenką bardzo dramatyczną, bardzo daleką od nieoficjalnego tytułu "piosenka popowa". Zaczyna się powoli, prawie jak we śnie, rozpoznawalnym riffem gitarowym, ale po kilku minutach nadchodzi intensywny finał. Jest to najczęstszy zamykacz koncertów grupy. Często podczas koncertu scena jest zasłaniana białą kurtyną, zza której widać jedynie tańczące światła i cienie muzyków.
Na całym świecie sprzedano ponad pół miliona kopii "( )".

## Lista utworów
Pomimo że oficjalnie utwory są niezatytułowane, członkowie zespołu nadali im nieoficjalne tytuły robocze, aby móc się do nich odnosić w prostszy sposób niż "niezatytułowana numer 1".
1. brak tytułu (06:38) (Vaka - imię córki perkusisty grupy)
2. brak tytułu (07:33) (Fyrsta, "Pierwsza")
3. brak tytułu (06:33) (Samskeyti, "Przywiązanie")
4. brak tytułu (06:56) (Njósnavélin, "Maszyna szpiegowska")
5. brak tytułu (09:57) (Álafoss - okolica w Islandii, w której znajduje się studio nagraniowe grupy)
6. brak tytułu (08:48) (E-bow - specjalny elektryczny smyczek, użyty przez basistę grupy)
7. brak tytułu (13:00) (Dauðalagið, "Piosenka śmierci")
8. brak tytułu (11:45) (Popplagið, "Piosenka popowa")